# 文昌庙 (贵德县)
文昌庙，位于中国青海省海南藏族自治州贵德县河西乡下排村，1998年12月22日公布为第六批青海省文物保护单位，2013年3月5日公布为第七批全国重点文物保护单位。